# Cornechiniscus brachycornutus
Cornechiniscus brachycornutus är en djurart som tillhör fylumet trögkrypare, och som beskrevs av Walter Maucci 1987. Cornechiniscus brachycornutus ingår i släktet Cornechiniscus och familjen Echiniscidae. Inga underarter finns listade i Catalogue of Life.